# 大城堡 (贝林佐纳)

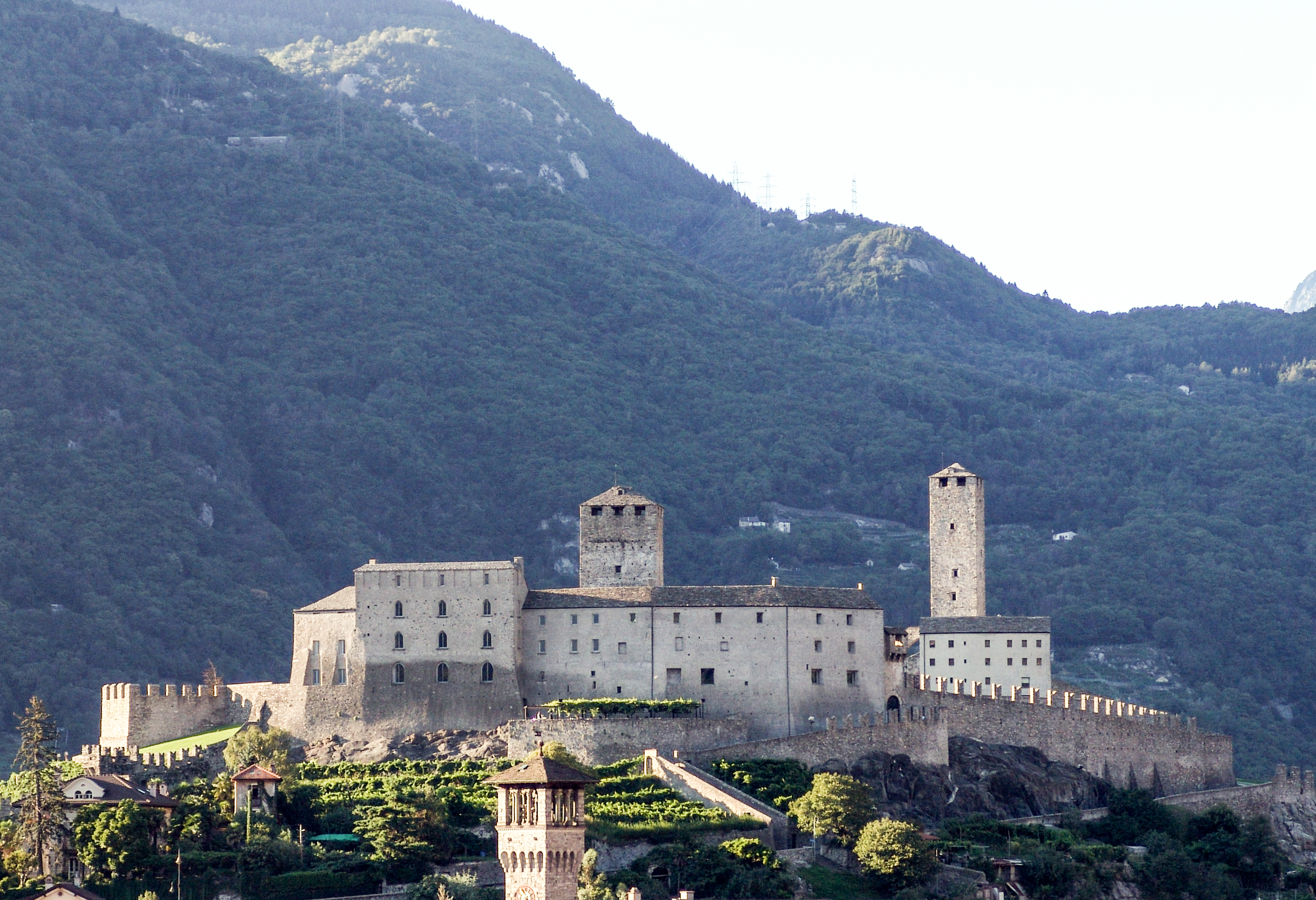

大城堡（Castel Grande）是世界遗产贝林佐纳三座城堡中的一座雄伟的城堡，位于瑞士提契诺州贝林佐纳，占据了一个岩石岬角，对角线长度超过200米，有雄伟的城墙。现存最古老的部分可以追溯到10世纪。建筑群上矗立着两座塔，可能是因为石材的色调略有不同，被命名为“白塔”（torre bianca）和“黑塔”（torre nera）。

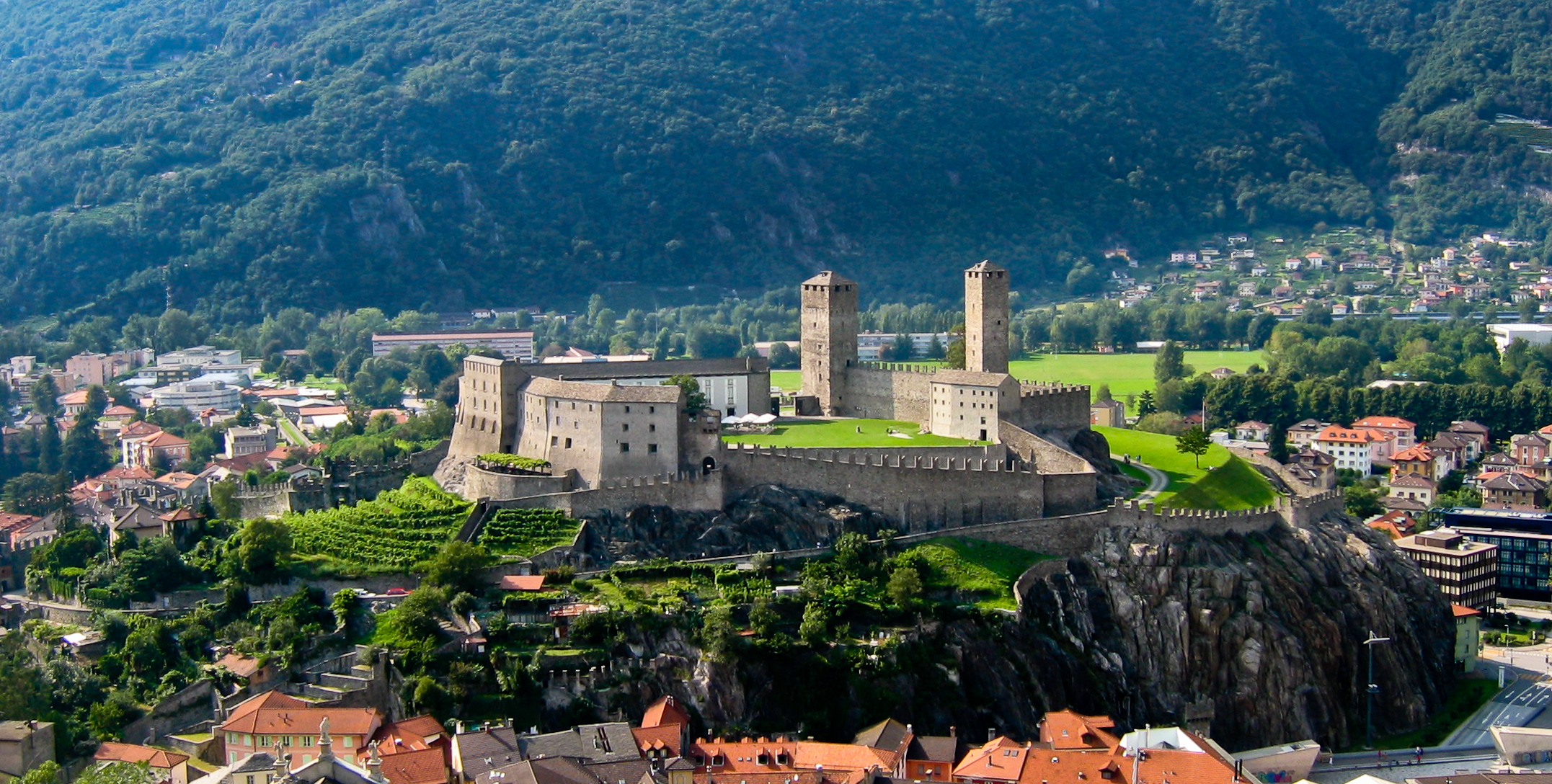

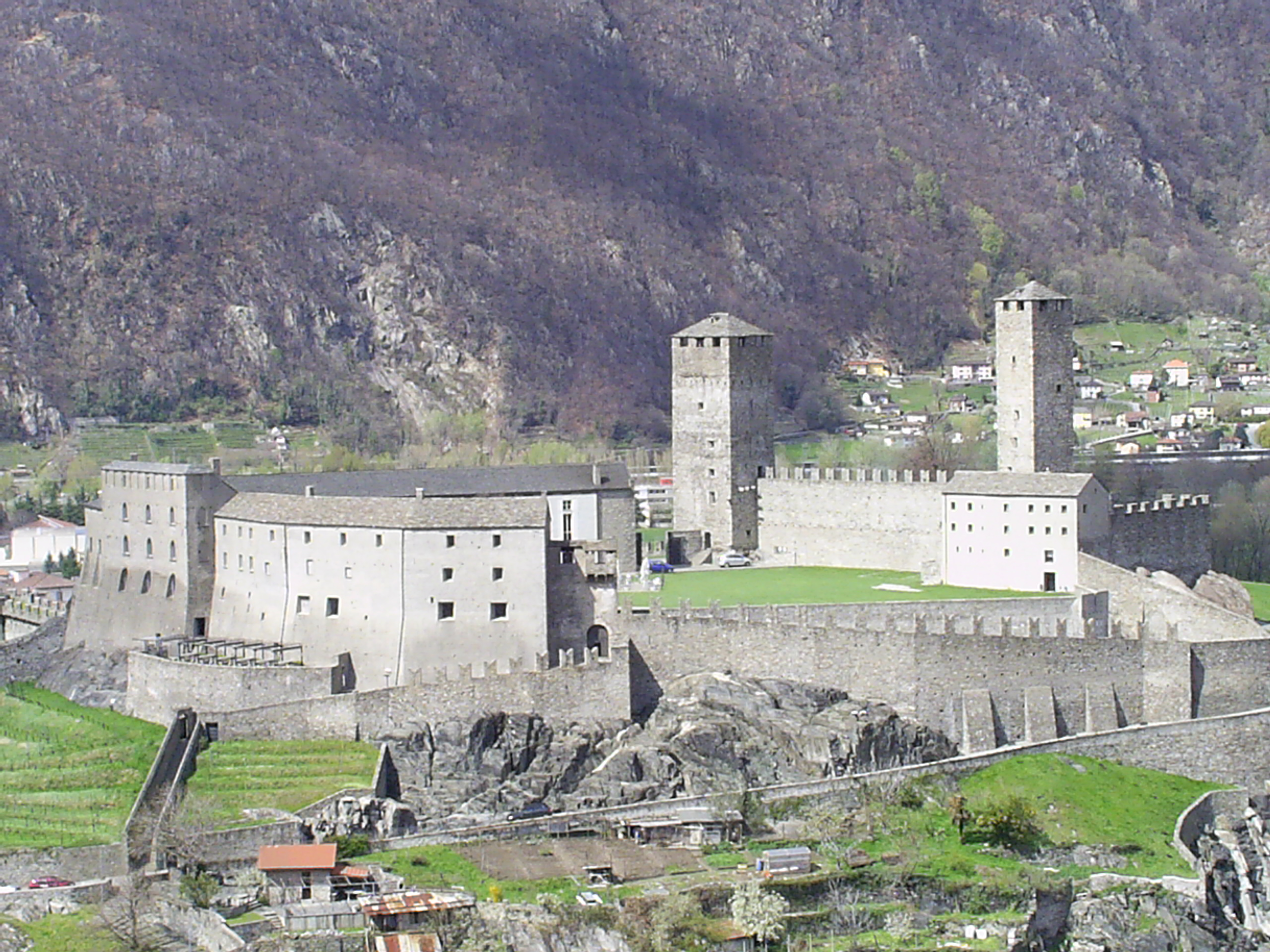

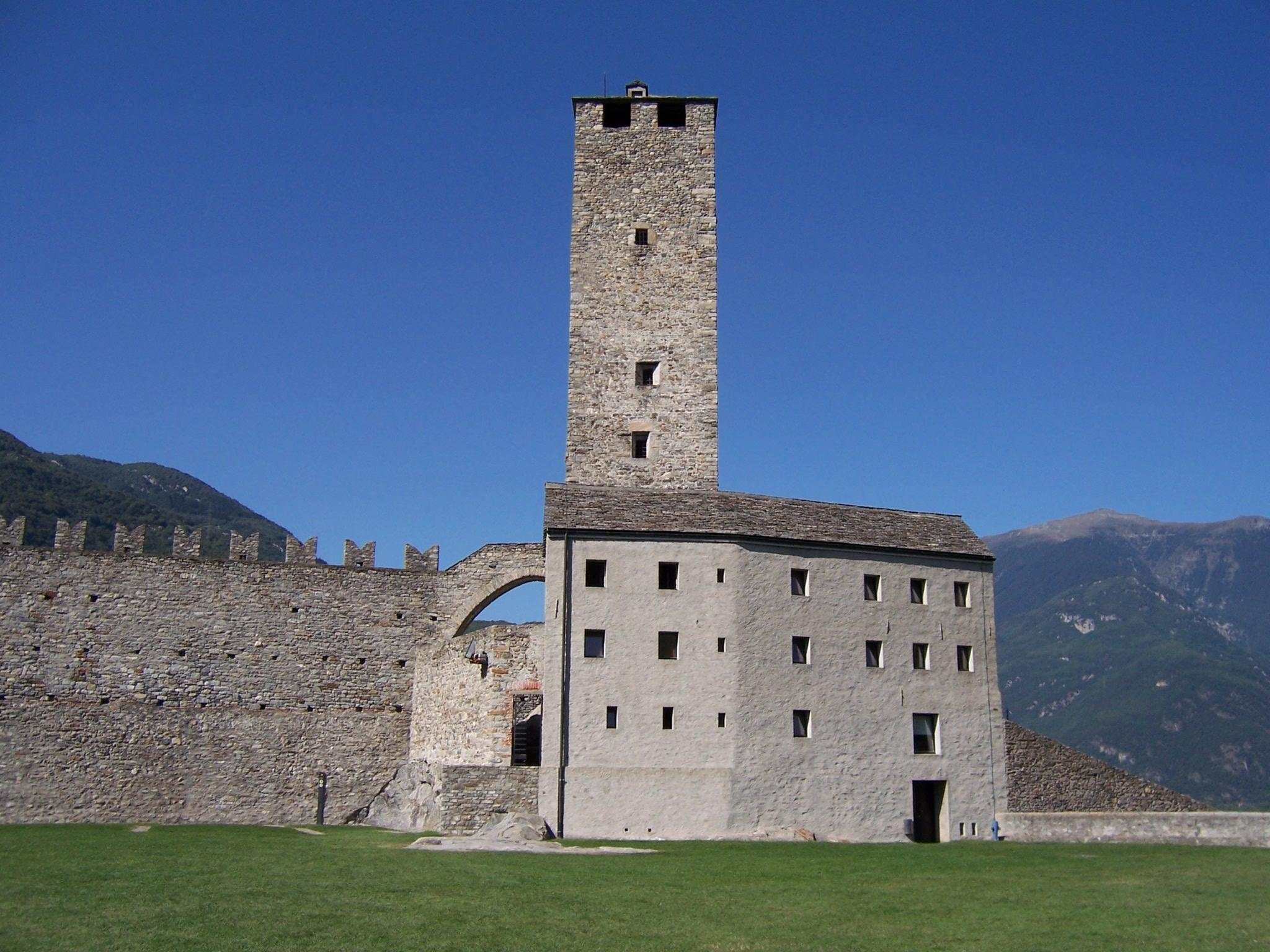
白塔

此处最晚在公元前1世纪末已建有防御工事，直到13世纪，它一直是贝林佐纳唯一的防御工事。在其历史上，城堡曾数次更名。其所在山丘北侧几乎垂直，南侧陡峭，而山上非常平坦，直径150—200（490—660英尺）。人造防御工事均遵循山势的自然轮廓。古罗马城堡已不可见，但随后的中世纪城堡使用了罗马地基。中世纪城堡建于1250年至1500年。城堡墙内的大部分区域现在空地，但从11世纪到15世纪的记录以及考古学证据表明，城堡内部曾经充满了建筑物，其中大部分已被米兰公爵拆除，以释放内部空间。空地分为3个部分，为驻扎在贝林佐纳的部队提供临时住所。在米兰公爵的统治下，防御工事得到扩建和加强，城墙加高、延伸，并增加了塔楼，西墙完全重建，并与城墙相连。
南楼设有博物馆，内容涵盖“人类在山上6500年的存在史……时期从新石器时代的村庄到20世纪”。博物馆全年开放。西侧是19世纪的兵工厂，现在是一家餐馆。

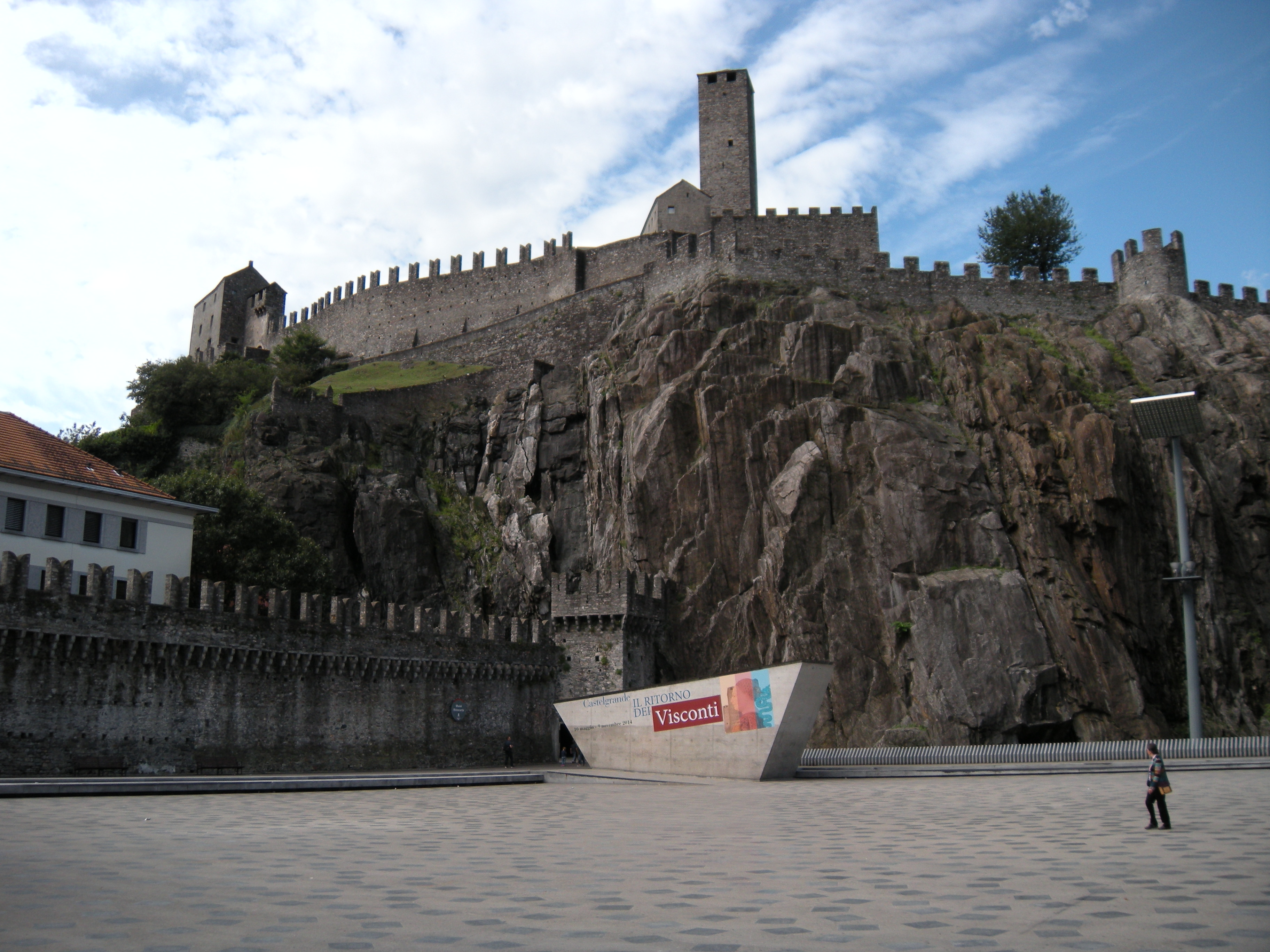